# Министр внутренних дел Финляндии
Министр внутренних дел Финляндии — глава министерства внутренних дел, член правительства Финляндии, отвечает за руководство национальной полицией, спасательными службами и охрану границ страны.
С 20 июня 2023 года должность министра внутренних дел занимает Мари Рантанен (Истинные финны).